# 三庙乡
三庙乡，是中华人民共和国四川省南充市阆中市曾经下辖的一个乡。2019年10月，撤销三庙乡，将其所属行政区域划归鹤峰乡管辖。

## 行政区划
三庙乡撤销前下辖以下地区：
三庙沟村、太阳包村、龙池山村、蚕丝山村、罗汉山村和重石子村。